# 掸邦旗
掸邦旗由黄绿红三色横条与中央的白色圆盘构成，是掸邦的象征。

## 比例与结构
此旗长3个单位长度，宽1.5个单位长度，中央白色的圆盘的直径为1个单位长度。黄、绿、红三色横条的比例相同。

## 寓意
赭黄色象征着佛教信仰。绿色象征着终年常绿的掸邦景色、温暖的气候和作为该地区之经济基础的农业生产。红色象征着掸邦人民勇敢的精神。白色圆盘象征月亮，体现出掸邦人民与月一样纯洁的品质与和善的性格。